# 三府
三府（さんぷ）
1. 都制施行前の東京府、京都府、大阪府の総称。
2. 三河国の国府、およびその所在地。現在の愛知県豊川市国府町。

## 府県の三府
三府とは、明治から昭和にかけて存在した東京府と、京都府・大阪府をあわせた呼び名である。首府である東京と、その代替地と成り得る京都・大阪をまとめたものでもある。府藩県三治制の元では9つあった府が1874年の廃藩置県によってうち6府を県に改めたことで成立し、明治憲法下の府県制の下でも存続した。1943年の都制施行による東京都発足まで存在した。
これら三府の中心地は、江戸時代から日本三大都市に数えられるなど重要度が高い所であった。

## 三河国の国府
三河国（現在の愛知県の東部）の国府が有った所を三府という。参府という表記もある。三河国（三州ないし参州、読み方はさんしゅう）の国府、府中または府内という意味である。現在の愛知県豊川市国府町（こうちょう）辺りにあたる。山梨県の甲府（甲斐国）や静岡県の駿府（駿河国）と同様の用法である。ただし、三河国府を「三府」と呼ぶ人は多くはない。